# (4399) Ashizuri
(4399) Ashizuri es un asteroide que forma parte del cinturón de asteroides y fue descubierto por Tsutomu Seki desde el Observatorio de Geisei, Japón, el 21 de octubre de 1984.

## Designación y nombre
Ashizuri fue designado al principio como 1984 UA.
Más tarde, en 1990, se nombró por el peñón del cabo Ashizuri, situado en la isla de Shikoku.

## Características orbitales
Ashizuri está situado a una distancia media de 2,578 ua del Sol, pudiendo acercarse hasta 2,136 ua y alejarse hasta 3,02 ua. Su excentricidad es 0,1714 y la inclinación orbital 12,08 grados. Emplea 1512 días en completar una órbita alrededor del Sol.

## Características físicas
La magnitud absoluta de Ashizuri es 12,4 y el periodo de rotación de 2,829 horas.